# Aspidorhynchus
Genre
Espèces de rang inférieur
- † Aspidorhynchus acustirostris (espèce-type)
- † Aspidorhynchus antarcticus
- † Aspidorhynchus arawaki
- † Aspidorhynchus comptomi
- † Aspidorhynchus crassus
- † Aspidorhynchus euodus
- † Aspidorhynchys fisheri
- † Aspidorhynchus sphekodes

Aspidorhynchus (ce qui signifie « museau cuirassé ») est un genre éteint de poissons à nageoires rayonnées ayant vécu du milieu du Jurassique à la fin du Crétacé. Les fossiles ont été trouvés en Europe (département de l'Ain en France, Calcaire de Solnhofen en Allemagne), au Brésil et dans l'Antarctique.

## Description

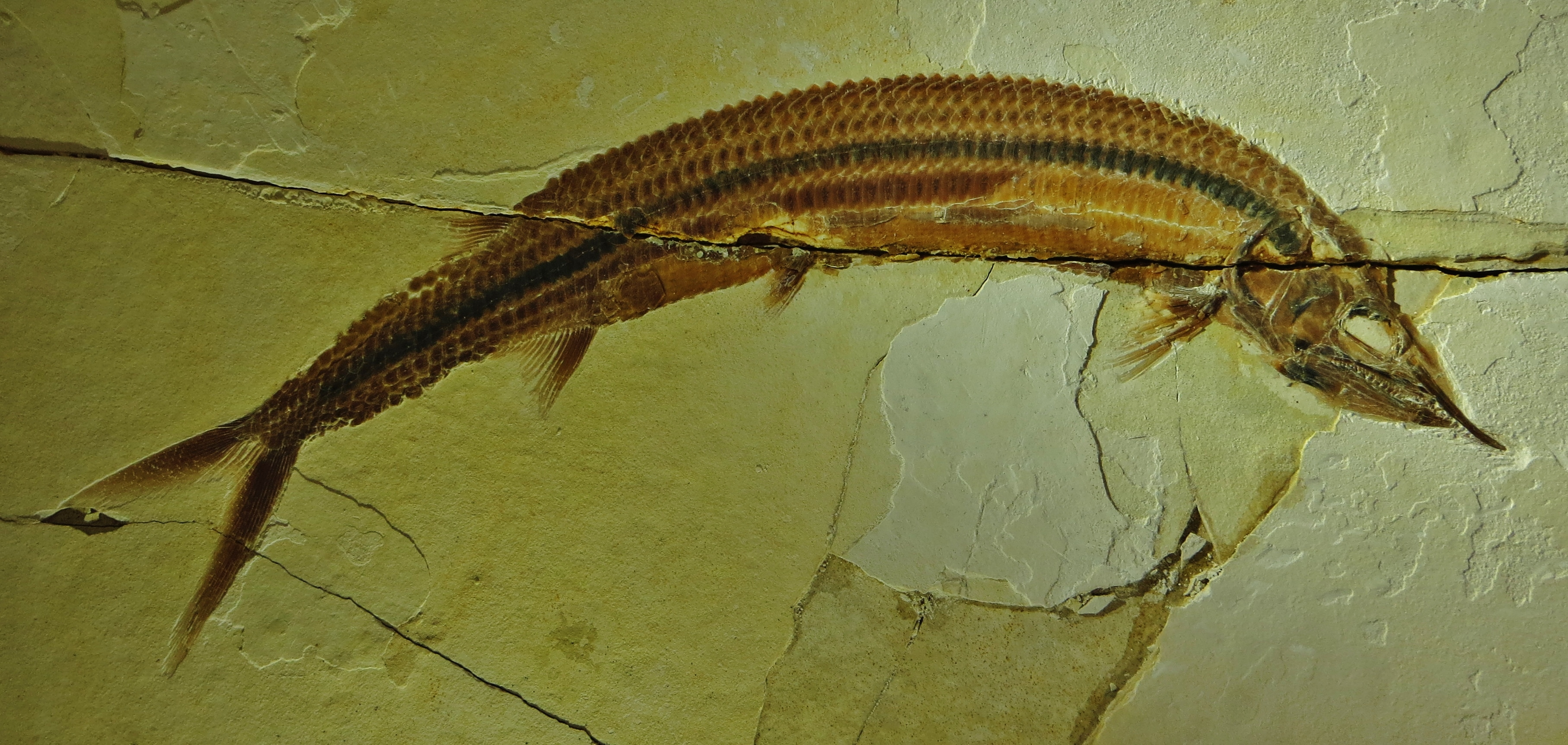
Fossile d'Aspidorhynchus sanzenbacheri.

Aspidorhynchus était un long et fin poisson, nageant rapidement, de 60 centimètres de long, avec des dents et des mâchoires allongées. Il avait également de grandes écailles et une queue symétrique. La mâchoire supérieure était plus longue que la mâchoire inférieure, se terminant par une pointe édentée. Ce devait être un prédateur véloce. Bien qu'il ressemble superficiellement à l'actuel lépisosté, son plus proche parent vivant est en fait le poisson-castor.